# 小野屋站

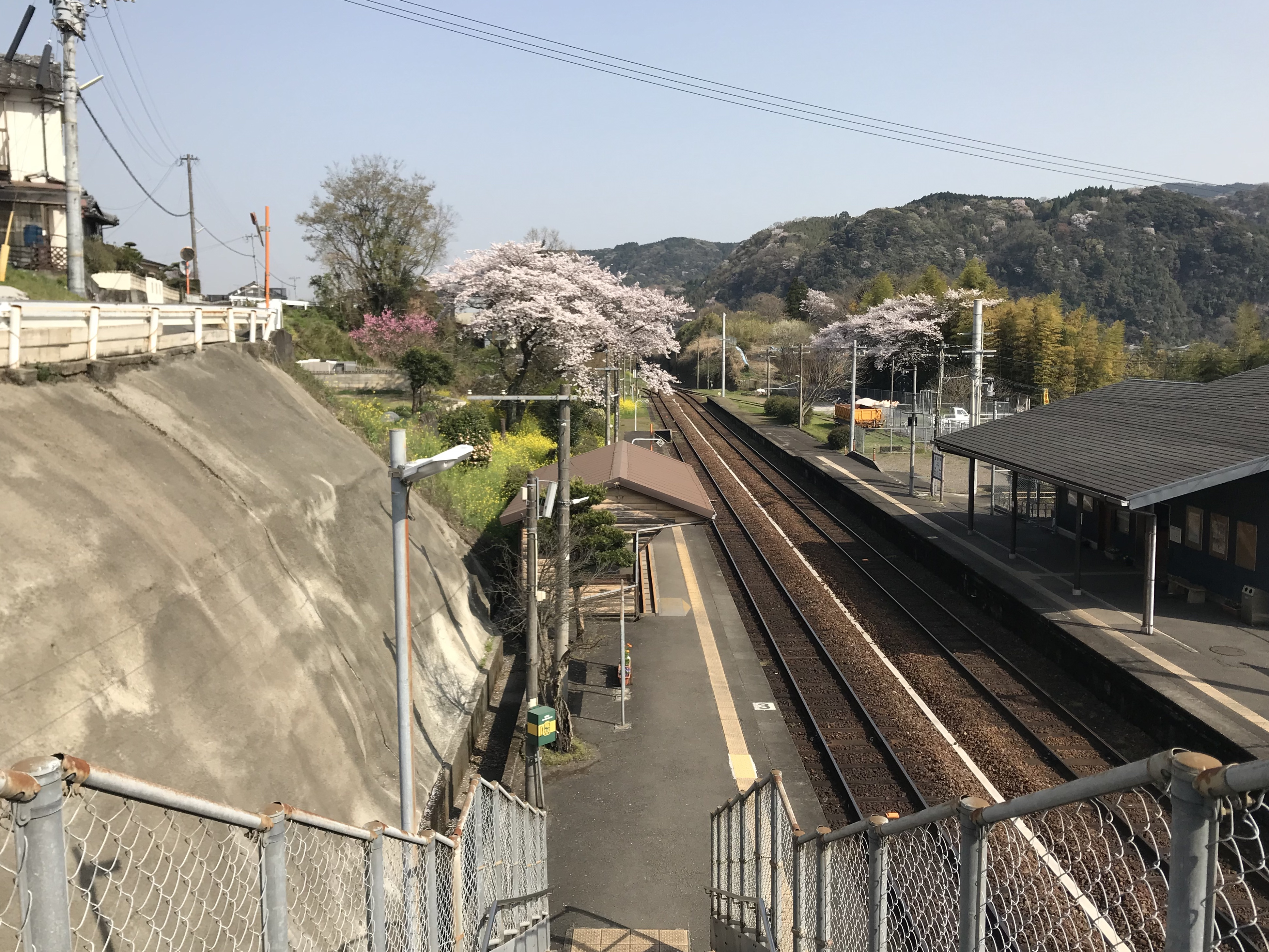
月台(2018年3月)

小野屋站（日语：／ Onoya eki */?）是位於大分縣由布市挾間町，九州旅客鐵道（JR九州）的久大本線車站。
車站名稱不是取自附近的地名，而是取自車站啟用當時附近的「小野屋酒店」（截至2017年還在營業中）。

### 名稱的由來
庄內町東長寶地區周邊地區原本來自大分郡阿南村字新連川。在明治時代，成立了舊阿南村。而車站名稱是取自於車站附近的「小野屋酒店」，由小野藤五郎創立的釀酒店，在大正時期已經人所共知。當時，小野屋酒店由小野昂經營，他還是第一代阿南村村長。同時，小野昂是久大本線前身大湯鐵道的審核員，擁有鐵路公司100股的大股東。小野屋酒店周邊設有尋常小學與阿南村公所等設施，而當地人士會說「前往小野屋（酒店）」，與「前往那個地區（舊阿南村）」同義，因此車站名稱取自釀酒店的名稱。在全日本車站名稱中，為少有取自獨立小商店的名稱。
現時包含小野屋酒店之內，車站附近還有小野屋旅館和小野酒造等，冠以小野和小野屋的商店名稱。

## 構造
本站是地面車站，站房在2007年翻新為鋼架建築物，大樓內設有多用途廁所。此站原本是業務委託車站，當時委托了JR九州鐵道營業負責車站業務。在2016年4月起改為無人車站。在無人化當初，為了於車站附近的大分縣立由布高等學校學生購買定期票，因此當時委托了由布市負責售賣車票。

### 月台
設有2面2線的相對式月台。此站設有簡易型自動售票機。
| 月台 | 路線      | 上下行 | 方向             |
| ---- | --------- | ------ | ---------------- |
| 1    | ■久大本線 | 上行   | 由布院、日田方向 |
| 2    | ■久大本線 | 下行   | 大分方向         |

## 歷史
- 1915年10月30日：大湯鐵道（日语：大湯鉄道）大分市至此站之間開通，此站啟用[10][3][4]。
- 1922年12月1日：大湯鐵道國有化，成為鐵道省的車站[11][3]。
- 1923年9月29日：大湯線由本站至此站至湯平站之間開通[12][3][13][14]。
- 1984年11月1日：改為業務委託車站[15]。
- 1987年4月1日：隨國鐵分割民營化，車站由九州旅客鐵道（JR九州）營運[16][17][18]。
- 2007年3月18日：站房改建為鋼架建築物（62.5平方米）[19][8]。
- 2008年3月15日：實行時間表改正，由布、由布DX所有列車停站（臨時停站）[20]。
- 2016年4月1日：改為無人車站[5]。

## 使用狀況
2015年度及以前的數據來自《大分縣統計年鑑（页面存档备份，存于）》。自JR九州於2016年度起只公佈最多使用量的首300個車站後，本站一直都能入榜，但2023年度卻跌出首300名位置，只能以未有顯示實際人口下，表列於「超過100人」的附錄內。
| 年度 | 一年總 乘車人次 | 非定期票 乘車人次 | 定期 乘車人次 | 一日平均 乘車人次 | 一年總 下車人次 | 參考資料                           |
| ---- | --------------- | ----------------- | ------------- | ----------------- | --------------- | ---------------------------------- |
| 1965 | 540,431         | 69,756            | 470,675       | -                 | 550,037         | [ 統計 1 ]                         |
| -    | -               | -                 | -             | -                 | -               | -                                  |
| 1990 | 341,822         | 50,388            | 291,434       | -                 | 353,884         | [ 統計 2 ]                         |
| 1991 | 327,092         | 52,136            | 274,956       | -                 | 337,297         | [ 統計 3 ]                         |
| 1992 | 275,980         | 50,851            | 225,129       | -                 | 277,418         | [ 統計 4 ]                         |
| 1993 | 240,340         | 48,523            | 191,817       | -                 | 242,628         | [ 統計 5 ]                         |
| 1994 | 231,788         | 46,599            | 185,189       | -                 | 234,956         | [ 統計 6 ]                         |
| 1995 | 237,627         | 46,049            | 191,578       | -                 | 238,539         | [ 統計 7 ]                         |
| 1996 | 243,034         | 43,700            | 199,334       | -                 | 244,606         | [ 統計 8 ]                         |
| 1997 | 226,010         | 41,343            | 184,667       | -                 | 227,129         | [ 統計 9 ]                         |
| 1998 | 194,427         | 37,913            | 156,514       | -                 | 195,343         | [ 統計 10 ]                        |
| 1999 | 168,498         | 34,048            | 134,450       | -                 | 169,756         | [ 統計 11 ]                        |
| 2000 | 146,164         | 31,594            | 114,570       | 400               | 146,926         | [ 統計 12 ]                        |
| 2001 | 143,529         | 29,674            | 113,855       | 393               | 145,100         | [ 統計 13 ]                        |
| 2002 | 143,779         | 28,877            | 114,902       | 394               | 144,250         | [ 統計 14 ]                        |
| 2003 | 145,348         | 27,931            | 117,417       | 398               | 145,978         | [ 統計 15 ]                        |
| 2004 | 138,290         | 24,146            | 114,144       | 379               | 140,633         | [ 統計 16 ]                        |
| 2005 | 141,640         | 24,985            | 116,655       | 388               | 140,985         | [ 統計 17 ]                        |
| 2006 | 138,462         | 23,722            | 114,740       | 379               | 138,218         | [ 統計 18 ]                        |
| 2007 | 131,741         | 22,570            | 109,171       | 360               | 131,661         | [ 統計 19 ]                        |
| 2008 | 124,674         | 22,941            | 101,733       | 342               | 124,460         | [ 統計 20 ]                        |
| 2009 | 129,182         | 20,968            | 108,214       | 354               | 129,653         | [ 統計 21 ] [ 注釋 2 ]             |
| 2010 | 145,685         | 21,217            | 124,468       | 399               | 145,828         | [ 統計 23 ] [ 注釋 2 ]             |
| 2011 | 156,649         | 20,228            | 136,421       | 428               | 157,719         | [ 統計 24 ] [ 注釋 2 ]             |
| 2012 | 159,120         | 19,917            | 139,203       | 436               | 159,213         | [ 統計 25 ] [ 注釋 2 ]             |
| 2013 | 152,604         | 19,126            | 133,478       | 418               | 151,976         | [ 統計 26 ] [ 注釋 2 ]             |
| 2014 | 135,478         | 18,973            | 116,505       | 371               | 133,809         | [ 統計 27 ] [ 統計 28 ] [ 注釋 2 ] |
| 2015 | 130,597         | 18,694            | 111,903       | 357               | 129,257         | [ 統計 29 ] [ 統計 30 ] [ 注釋 2 ] |

| 年度 | 一日平均 乘車人次 | 參考資料    |
| ---- | ----------------- | ----------- |
| 2016 | 357               | [ 統計 31 ] |
| 2017 | 371               | [ 統計 32 ] |
| 2018 | 356               | [ 統計 33 ] |
| 2019 | 340               | [ 統計 34 ] |
| 2020 | 299               | [ 統計 35 ] |
| 2021 | 287               | [ 統計 36 ] |
| 2022 | 269               | [ 統計 37 ] |
| 2023 | 多於100，少於282  | [ 統計 38 ] |

## 相鄰車站
九州旅客鐵道（JR九州）
■久大本線
■ 特急「由布」
通過
■ 普通
天神山－小野屋－鬼瀨

## 注腳

### 統計資料
1. ↑  大分縣總務部統計課 《昭和41年版 大分縣統計年鑑》 大分縣統計協會、1966年3月。
2. ↑  大分縣總務部統計課 《平成3年版 大分縣統計年鑑》 大分縣統計協會、1991年12月31日。
3. ↑  大分縣總務部統計課 《平成4年版 大分縣統計年鑑》 大分縣統計協會、1992年12月31日。
4. ↑  大分縣總務部統計課 《平成5年版 大分縣統計年鑑》 大分縣統計協會、1994年3月31日。
5. ↑  大分縣總務部統計課 《平成6年版 大分縣統計年鑑》 大分縣統計協會、1995年3月31日。
6. ↑  大分縣總務部統計課 《平成7年版 大分縣統計年鑑》 大分縣統計協會、1996年3月31日。
7. ↑  大分縣總務部統計課 《平成8年版 大分縣統計年鑑》 大分縣統計協會、1997年3月31日。
8. ↑  大分縣總務部統計課 《平成9年版 大分縣統計年鑑》 大分縣統計協會、1998年3月31日。
9. ↑  大分縣總務部統計課 《平成10年版 大分縣統計年鑑》 大分縣統計協會、1999年3月31日。
10. ↑  大分縣總務部統計課 《平成11年版 大分縣統計年鑑》 大分縣統計協會、2000年3月31日。
11. ↑  大分縣總務部統計課 《平成12年版 大分縣統計年鑑》 大分縣統計協會、2001年3月31日。
12. ↑  大分縣總務部統計課 《平成13年版 大分縣統計年鑑》 大分縣統計協會、2002年3月31日。 - 11運輸および通信 - 132 鉄道各駅別運輸状況（JR九州・JR貨物） (網上版XLS （页面存档备份，存于）)
13. ↑  大分縣總務部統計課 《平成14年版 大分縣統計年鑑》 大分縣統計協會、2003年3月31日。 - 11運輸および通信 - 132 鉄道各駅別運輸状況（JR九州・JR貨物） (網上版XLS （页面存档备份，存于）)
14. ↑  大分縣總務部統計課 《平成15年版 大分縣統計年鑑》 大分縣統計協會、2004年3月31日。 - 11運輸および通信 - 132 鉄道各駅別運輸状況（JR九州・JR貨物） (網上版XLS （页面存档备份，存于）)
15. ↑  大分縣總務部統計課 《平成16年版 大分縣統計年鑑》 大分縣統計協會、2005年3月31日。 - 11運輸および通信 - 132 鉄道各駅別運輸状況（JR九州・JR貨物） (網上版XLS （页面存档备份，存于）)
16. ↑  大分縣總務部統計課 《平成17年版 大分縣統計年鑑》 大分縣統計協會、2006年3月31日。 - 11運輸および通信 - 132 鉄道各駅別運輸状況（JR九州・JR貨物） (網上版XLS （页面存档备份，存于）)
17. ↑  大分縣總務部統計課 《平成18年版 大分縣統計年鑑》 大分縣統計協會、2007年3月31日。 - 11運輸および通信 - 132 鉄道各駅別運輸状況（JR九州・JR貨物） (網上版XLS （页面存档备份，存于）)
18. ↑  大分縣總務部統計課 《平成19年版 大分縣統計年鑑》 大分縣統計協會、2007年3月31日。 - 11運輸および通信 - 130 鉄道各駅別運輸状況（JR九州・JR貨物） (網上版XLS （页面存档备份，存于）)
19. ↑  大分縣總務部統計課 《平成20年版 大分縣統計年鑑》 大分縣統計協會、2009年3月31日。 - 11運輸および通信 - 129 鉄道各駅別運輸状況（JR九州・JR貨物） (網上版XLS （页面存档备份，存于）)
20. ↑  大分縣總務部統計課 《平成21年版 大分縣統計年鑑》 大分縣統計協會、2010年3月31日。 - 11運輸および通信 - 129 鉄道各駅別運輸状況（JR九州・JR貨物） (網上版XLS （页面存档备份，存于）)
21. ↑  . 大分縣總務部統計課.   [2015-06-26]. （原始内容存档于2015-06-26）.
22. ↑  池端真理 《全国都道府縣統計協會刊行の統計資料調査について》 地域總合研究 第38巻 第2号 (鹿兒島國際大學（日语：鹿児島国際大学）地域總合研究所) (2011年)。
23. ↑  . 大分縣總務部統計課.   [2015-06-26]. （原始内容存档于2015-06-26）.
24. ↑  . 大分縣總務部統計課.   [2015-06-26]. （原始内容存档于2015-06-26）.
25. ↑  . 大分縣總務部統計課.   [2015-06-26]. （原始内容存档于2015-06-26）.
26. ↑  . 大分縣總務部統計課.   [2015-06-26]. （原始内容存档于2015年6月27日）.
27. ↑  . 大分縣總務部統計課.   [2017-03-04]. （原始内容存档于2016-09-27）.
28. ↑  . 大分市總務部總務課. 2016-03-29  [2017-04-08]. （原始内容存档于2017-04-08）.
29. ↑  . 大分縣總務部統計課. 2017-03-30  [2017-05-22]. （原始内容存档于2017-08-03）.
30. ↑  . 大分市總務部總務課. 2017-03-29  [2017-04-08]. （原始内容存档于2017-04-09）.
31. ↑   (PDF). 九州旅客鉄道. 2017-07-31  [2017-08-02]. （原始内容 (PDF)存档于2017-08-01）.
32. ↑   (PDF). 九州旅客鉄道.   [2019-06-05]. （原始内容 (PDF)存档于2018-07-17）.
33. ↑   (PDF). 九州旅客鉄道.   [2019-07-27]. （原始内容存档 (PDF)于2019-07-12）.
34. ↑   (PDF). 九州旅客鉄道.   [2020-12-26]. （原始内容存档 (PDF)于2020-11-24）.
35. ↑  駅別乗車人員上位300駅（2020年度） （页面存档备份，存于） ，JR九州。
36. ↑   (PDF). 九州旅客鐵道.   [2023-01-23]. （原始内容存档 (PDF)于2022-08-26）.
37. ↑  駅別乗車人員上位300駅（2022年度） （页面存档备份，存于） ，JR九州。
38. ↑  駅別乗車人員上位300駅（2023年度） （页面存档备份，存于），JR九州。

## 外部連結
- JR九州小野屋站 （页面存档备份，存于）